# Mistrzostwa Litwy w Lekkoatletyce 2000
Mistrzostwa Litwy w Lekkoatletyce 2000 – zawody lekkoatletyczne, które odbyły się 3 i 4 sierpnia na stadionie im. S. Dariusa i Girėnasa w Kownie.

## Rezultaty

### Mężczyźni
| Konkurencja                   | 1. miejsce                                                                     | 1. miejsce | 2. miejsce                                                                           | 2. miejsce | 3. miejsce                                                                     | 3. miejsce |
| ----------------------------- | ------------------------------------------------------------------------------ | ---------- | ------------------------------------------------------------------------------------ | ---------- | ------------------------------------------------------------------------------ | ---------- |
| Bieg na 100 m                 | Ilja Andriusenko                                                               | 10,90      | Donatas Jakševičius                                                                  | 10,94      | Eugenijus Liubenka                                                             | 11,08      |
| Bieg na 200 m                 | Jonas Motiejūnas                                                               | 21,30      | Nerijus Janutis                                                                      | 21,80      | Ilja Andriusenko                                                               | 21,80      |
| Bieg na 400 m                 | Jonas Motiejūnas                                                               | 45,40      | Raimondas Turla                                                                      | 47,40      | Stanislav Michno                                                               | 48,10      |
| Bieg na 800 m                 | Mindaugas Norbutas                                                             | 1:49,9     | Vytautas Galvydis                                                                    | 1:51,6     | Žydrūnas Mažrimas                                                              | 1:52,3     |
| Bieg na 1500 m                | Evaldas Martinka                                                               | 4:00,70    | Dainius Kižys                                                                        | 4:01,44    | Vytautas Galvydis                                                              | 4:02,68    |
| Bieg na 5000 m                | Mindaugas Pukštas                                                              | 14:47,9    | Darius Gruzdys                                                                       | 14:49,5    | Gediminas Banevičius                                                           | 15:13,9    |
| Bieg na 10 000 m              | Mindaugas Pukštas                                                              | 30:20,66   | Arūnas Balčiūnas                                                                     | 31:29,35   | Vytautas Vaitkevičius                                                          | 32:06,95   |
| Bieg na 3000 m z przeszkodami | Dainius Šaučikovas                                                             | 9:18.28    | Linas Šalkauskas                                                                     | 9:22,43    | Mindaugas Tomanas                                                              | 9:24,10    |
| Bieg na 110 m przez płotki    | Ridas Karaška                                                                  | 15,10      | Andrius Karnašnikovas                                                                | 15,60      | Donatas Verkys                                                                 | 15,90      |
| Bieg na 400 m przez płotki    | Artūras Marčenko                                                               | 53,10      | Andrius Krištopaitis                                                                 | 54,60      | Tomas Ališauskas                                                               | 54,80      |
| Sztafeta 4 x 100 m            | Kłajpeda Tomas Piekus Vasilij Golubev Raimondas Šeputis Ilja Andriusenko       | 42,15      | Kowno Mindaugas Pocius Donatas Jakševičius Dainius Šerpytis Nerijus Janutis          | 42,53      | Kowno Tomas Munius Darius Draudvila Andrius Karnašnikovas Sigitas Kavaliauskas | 43,69      |
| Sztafeta 4 x 400 m            | Kłajpeda Gediminas Būtenis Viktoras Mauricas Tadas Šilauskas Žydrūnas Mažrimas | 3:18,7     | Wilno Andrius Krištopaitis Tomas Ališauskas Paulius Jakubauskas Jaroslav Liachovskij | 3:21,5     | Szawle Audrius Kazilionis Darius Jankauskas Donatas Verkys Tomas Rogožinskas   | 3:31,3     |
| Chód na 20 000 m              | Daugvinas Zujus                                                                | 1:28.52.0  | Anatolijus Launikonis                                                                | 1:30:52.0  | Aleksandras Damulevičius                                                       | 1:32:55.0  |
| Trójskok                      | Audrius Raizgys                                                                | 15,95      | Ardydas Nazarovas                                                                    | 15,90      | Arinijus Veiknys                                                               | 15,88      |
| Skok w dal                    | Andrius Daunoravičius                                                          | 7,66       | Arinijus Veiknys                                                                     | 7,27       | Vaidotas Augustaitis                                                           | 7,13       |
| Skok wzwyż                    | Deividas Rinkevičius                                                           | 2,09       | Petras Karpas                                                                        | 2,09       | Mantas Šaulys                                                                  | 2,06       |
| Skok o tyczce                 | Raimundas Stačkūnas                                                            | 3,60       | Alfonsas Bičkus                                                                      | 3,60       | Darius Laurinčikas                                                             | 3,40       |
| Pchnięcie kulą                | Saulius Kleiza                                                                 | 19,16      | Gintautas Degutis                                                                    | 17,33      | Tomas Keinys                                                                   | 16,79      |
| Rzut młotem                   | Dalius Čižauskas                                                               | 55,93      | Edgaras Brinkis                                                                      | 54,71      | Modestas Kairiūkštis                                                           | 47,11      |
| Rzut dyskiem                  | Virgilijus Alekna                                                              | 73,88 NR   | Romas Ubartas                                                                        | 64,61      | Andrius Butrimas                                                               | 46,36      |
| Rzut oszczepem                | Arūnas Jurkšas                                                                 | 77,58      | Aleksandr Kozlov                                                                     | 64,85      | Kęstutis Jurša                                                                 | 64,62      |
| Dziesięciobój                 | Jonas Spudis                                                                   | 6696 pkt.  | Regimantas Kičas                                                                     | 6280 pkt.  |                                                                                |            |

### Kobiety
| Konkurencja                   | 1. miejsce                                                                 | 1. miejsce | 2. miejsce                                                                 | 2. miejsce | 3. miejsce                                                                      | 3. miejsce |
| ----------------------------- | -------------------------------------------------------------------------- | ---------- | -------------------------------------------------------------------------- | ---------- | ------------------------------------------------------------------------------- | ---------- |
| Bieg na 100 m                 | Audra Dagelytė                                                             | 11,64      | Svetlana Charisova                                                         | 11,85      | Ernesta Paulauskaitė                                                            | 11,96      |
| Bieg na 200 m                 | Žana Minina                                                                | 24,1       | Svetlana Charisova                                                         | 24,9       | Danguolė Razmaitė                                                               | 26,1       |
| Bieg na 400 m                 | Inesa Kliukoitytė                                                          | 56,98      | Jūratė Kudirkaitė                                                          | 57,22      | Rūta Vilkaitė                                                                   | 58,34      |
| Bieg na 800 m                 | Vida Bytautienė                                                            | 2:10.3     | Odeta Šidlauskaitė                                                         | 2:15.4     | Nadežda Žolobova                                                                | 2:16.0     |
| Bieg na 1500 m                | Irina Krakoviak                                                            | 4:19.83    | Inga Gikaraitė                                                             | 4:43.01    | Jūratė Strumskytė                                                               | 4:45.52    |
| Bieg na 5000 m                | Vilija Birbalaitė                                                          | 16:23.2    | Živilė Balčiūnaitė                                                         | 16.26.9    | Inga Gikaraitė                                                                  | 18:25.7    |
| Bieg na 10 000 m              | Živilė Balčiūnaitė                                                         | 33:04.46   | Diana Maciušonytė                                                          | 34:29.19   | Aušra Kavaliauskienė                                                            | 39:47.67   |
| Bieg na 2000 m z przeszkodami | Sandra Stanevičiūtė                                                        | 6:58.7     | Aurelija Ručinskaitė                                                       | 7:14.8     | Daiva Šiuškaitė                                                                 | 7:15.9     |
| Bieg na 100 m przez płotki    | Austra Skujytė                                                             | 14,0       | Diana Radavičienė                                                          | 14,1       | Ernesta Paulauskaitė                                                            | 14,2       |
| Bieg na 400 m przez płotki    | Inesa Kliukoitytė                                                          | 1:03.1     | Olga Ziuganova                                                             | 1:06.9     | Lina Liutkutė                                                                   | 1:06.9     |
| Sztafeta 4 x 100 m            | Kowno Adrija Grocienė Ernesta Paulauskaitė Aušra Baužytė Svetlna Charisova | 47.51      | Szawle Renata Mareinauskaitė Laura Balsytė Milda Buškutė Danguolė Razmaitė | 49.58      | Kłajpeda Tania Valujevič Ingrida Ališauskaitė Kristina Serapinaitė Olesia Zaiko | 49.85      |
| Sztafeta 4 x 400 m            | Wilno Inesa Kliukoitytė Olga Ziuganova Žana Minina Nadežda Žolobova        | 3:57.0     | Kowno Inga Kairytė Agnė Jakucevičiūtė Rūta Vilkaitė Jūratė Kudirkaitė      | 4:00.3     | Szawle Laura Balsytė Indrė Vrubliauskaitė Regina Žvigaitytė Danguolė Razmaitė   | 4:05.1     |
| Chód na 20 000 m              | Kristina Saltanovič                                                        | 1:35:23.67 | Sonata Milušauskaitė                                                       | 1:36:55.88 | Jelena Launikonytė                                                              | 1:50:47.21 |
| Trójskok                      | Adrija Grocienė                                                            | 13,21      | Virginija Petkevičienė                                                     | 13,13      | Jolanta Kvetkovskaja                                                            | 12,05      |
| Skok w dal                    | Adrija Grocienė                                                            | 5,83       | Živilė Šikšnelytė                                                          | 5,75       | Sigita Jurgutytė                                                                | 5,73       |
| Skok wzwyż                    | Nelė Žilinskienė                                                           | 1,88       | Austra Skujytė                                                             | 1,85       | Agnieška Lisovskaja                                                             | 1,75       |
| Skok o tyczce                 | Rita Snarskaitė                                                            | 3,10       | Edita Grigelionytė                                                         | 2,90       | Algė Vienžindytė                                                                | 2,60       |
| Pchnięcie kulą                | Rūta Rakštytė                                                              | 15,27      | Rasa Austytė                                                               | 13,33      | Kristina Povilonytė                                                             | 13,06      |
| Rzut młotem                   | Laimutė Venclovaitė                                                        | 40,03      | Renata Macytė                                                              | 39,04      | Gintarė Šenauskaitė                                                             | 38,82      |
| Rzut dyskiem                  | Renata Gustaitytė                                                          | 53,42      | Kristina Dirmeikytė                                                        | 41,83      | Viktorija Patapova                                                              | 41,20      |
| Rzut oszczepem                | Rita Ramanauskaitė                                                         | 61,46      | Inga Stasiulionytė                                                         | 52,76      | Indrė Jakubaitytė                                                               | 52,53      |
| Siedmiobój                    | Viktorija Žemaitytė                                                        | 4641 pkt.  | Rita Grunskytė                                                             | 4416 pkt.  | Eurika Baliutavičiūtė                                                           | 4174 pkt.  |